# نادر غندری
نادر غندری (انگلیسی: Nader Ghandri؛ زادهٔ ۱۸ فوریهٔ ۱۹۹۵) بازیکن فوتبال اهل فرانسه است.
از باشگاه‌هایی که در آن بازی کرده‌است می‌توان به باشگاه فوتبال آفریقایی اشاره کرد.
وی همچنین در تیم‌های ملی فوتبال زیر ۲۳ سال تونس و تونس بازی کرده‌است.